# Parafia Najświętszej Maryi Panny Królowej Świata w Brzezinkach
Parafia Najświętszej Maryi Panny Królowej Świata w Brzezinkach – parafia rzymskokatolicka, znajdująca się w diecezji kieleckiej, w dekanacie masłowskim.